# Martin Werhand Verlag
La Martin Werhand Verlag è una casa editrice tedesca, che produce in particolare nel settore della poesia contemporanea. Sin dalla sua fondazione la casa editrice si è sempre impegnata nel a favorire i giovani talenti per la poesia, specie quelli di origine straniera o con esperienze di migrazione. Questi costituiscono al momento più del 25 % degli autori in catalogo.

## Fondazione
La casa editrice fu fondata nell'aprile del 1997 dal germanista Martin Werhand.

## Autori
Fra gli autori più rappresentativi ci sono: Angela Litschev, nata in Bulgaria (vincitrice del premio Förderpreis für Literatur der Landeshauptstadt Düsseldorf 2005); l'attore Mario Ramos, nato in Spagna; Daniela Frickel della Ruhr-Universität Bochum; il poeta slam Florian Cieslik; l'attivista per i diritti dell'uomo Joe Dramiga di origini ugandesi; il poeta Meinolf Finke; il poeta Frank Findeiß; la poetessa Andrea Heuser (Wolfgang-Weyrauch Förderpreis 2007); l'autore teatrale Peter Wayand; Werner Moskopp dell'Università di Coblenza; il poeta Thorsten Libotte e la giornalista Simone Roßkamp (Axel-Springer-Preis per giovanni giornalisti 2005).
Negli anni 1999-2002 la Martin Werhand Verlag ha pubblicato  tre volumi di poesia, che contengono ciascuno 750 poesie di 50 autori esordienti. La pubblicazione è stata accompagnata da una serie di letture pubbliche di una parte degli autori, che hanno presentato le loro opere per esempio all'Università di Colonia.
Le antologie di poesia includono rigorosamente solo autori nati dopo il 1967.

## Pubblicazioni (selezione)
| - Traumfahrt: 50 zeitlose Gedichte, Achim von Akerman 2016, ISBN 978-3-943910-70-4. - Graunebel: 50 zeitlose Gedichte, Max Geißler 2016, ISBN 978-3-943910-71-1. - Totentanz: 50 zeitlose Gedichte, Franz Werfel 2016, ISBN 978-3-943910-72-8. - Schneewinter: 50 zeitlose Gedichte, Stefan Zweig 2016, ISBN 978-3-943910-73-5. - Grabgang: 50 zeitlose Gedichte, Frida Schanz 2016, ISBN 978-3-943910-74-2. - Traumgesicht: 50 zeitlose Gedichte, Albrecht Haushofer 2016, ISBN 978-3-943910-75-9. - Wegwarte: 50 zeitlose Gedichte, Isolde Kurz 2016, ISBN 978-3-943910-85-8. - Tagesanbruch: 50 zeitlose Gedichte, Gustav Falke 2017, ISBN 978-3-943910-80-3. - Geistesflug: 50 zeitlose Gedichte, Martin Greif 2017, ISBN 978-3-943910-78-0. - Abendstille: 50 zeitlose Gedichte, Frieda Jung 2017, ISBN 978-3-943910-84-1. - Bachgeleite: 50 zeitlose Gedichte, Karl Mayer 2017, ISBN 978-3-943910-93-3. - Himmelsnähe: 50 zeitlose Gedichte, Conrad Ferdinand Meyer 2017, ISBN 978-3-943910-95-7. - Glockenklang: 50 zeitlose Gedichte, Wilhelm Raabe 2017, ISBN 978-3-943910-87-2. - Weltherbst: 50 zeitlose Gedichte, Siegbert Stehmann 2017, ISBN 978-3-943910-88-9. - Streikbrecher: 50 zeitlose Gedichte, Paul Zech 2017, ISBN 978-3-943910-91-9. - Herbstbild: 50 zeitlose Gedichte, Johanna Ambrosius ISBN 978-3-943910-76-6. - Sommermorgen: 50 zeitlose Gedichte, Marie von Ebner-Eschenbach 2017, ISBN 978-3-943910-79-7. - Waldeinsamkeit: 50 zeitlose Gedichte, Heinrich Heine 2017, ISBN 978-3-943910-81-0. - Perlenfischer: 50 zeitlose Gedichte, Carl Sternheim 2017, ISBN 978-3-943910-89-6. - Morgane: 50 zeitlose Gedichte, Theodor Storm 2017, ISBN 978-3-943910-90-2. - Traumgewölk: 50 zeitlose Gedichte, Albin Zollinger 2017, ISBN 978-3-943910-92-6. - Heimatklänge: 50 zeitlose Gedichte, Stine Andresen 2018, ISBN 978-3-943910-94-0. - Herbstpark: 50 zeitlose Gedichte, Paul Boldt 2018, ISBN 978-3-96175-009-2. - Eiskönigin: 50 zeitlose Gedichte, Max Bruns 2018, ISBN 978-3-96175-011-5. - Bergschloß: 50 zeitlose Gedichte, Johann Wolfgang Goethe 2018, ISBN 978-3-96175-040-5. - Geistergruß: 50 zeitlose Gedichte, Gottfried Keller 2018, ISBN 978-3-96175-040-5. - Waldsage: 50 zeitlose Gedichte, Karl Ernst Knodt 2018, ISBN 978-3-96175-060-3. - Sinnenrausch: 50 zeitlose Gedichte, Else Lasker-Schüler 2018, ISBN 978-3-96175-067-2. - Abendgang: 50 zeitlose Gedichte, Detlev von Liliencron 2018, ISBN 978-3-96175-071-9. - Traumburg: 50 zeitlose Gedichte, Oskar Loerke 2018, ISBN 978-3-96175-073-3. - Götterwink: 50 zeitlose Gedichte, Eduard Mörike 2018, ISBN 978-3-96175-079-5. - Vorfrühling: 50 zeitlose Gedichte, Rainer Maria Rilke 2018, ISBN 978-3-96175-085-6. - Welträtsel: 50 zeitlose Gedichte, Georg Ruseler 2018, ISBN 978-3-943910-97-1. - Schöpfung: 50 zeitlose Gedichte, Hans Schiebelhuth 2018, ISBN 978-3-943910-96-4. - Bergnebel: 50 zeitlose Gedichte, Gustav Schüler 2018, ISBN 978-3-96175-099-3. - Herbstnebel: 50 zeitlose Gedichte, Wilhelmine Gräfin Wickenburg-Almásy 2018, ISBN 978-3-96175-116-7. - Abendlied: 50 zeitlose Gedichte, Otto Julius Bierbaum 2018, ISBN 978-3-96175-007-8. - Zauberblick: 50 zeitlose Gedichte, Joseph von Eichendorff 2018, ISBN 978-3-96175-025-2. - Aufblick: 50 zeitlose Gedichte, Anton Wildgans 2019, ISBN 978-3-96175-117-4. - Dünenhaus: 50 zeitlose Gedichte, Stefan George 2019, ISBN 978-3-96175-039-9. - Weihestunde: 50 zeitlose Gedichte, Carl Spitteler 2019, ISBN 978-3-96175-102-0. - Nebelbild: 50 zeitlose Gedichte, Paul Heyse 2019, ISBN 978-3-96175-052-8. - Wanderlied: 50 zeitlose Gedichte, Rudolf Baumbach 2019, ISBN 978-3-96175-005-4. - Waldasyl: 50 zeitlose Gedichte, Robert Hamerling 2019, ISBN 978-3-96175-123-5. - Heidenglaube: 50 zeitlose Gedichte, Edgar Kurz 2019, ISBN 978-3-96175-122-8. - Weltseele: 50 zeitlose Gedichte, Adolf Vögtlin 2019, ISBN 978-3-96175-112-9. | - Junge Lyrik – 50 Dichterinnen und Dichter 1999, ISBN 3-9806390-1-0. (Co-author) Anche seconda edizione riveduta 2000 - Junge Lyrik II – 50 Dichterinnen und Dichter 2000, ISBN 3-9806390-0-2. - Junge Lyrik III – 50 Dichterinnen und Dichter 2002, ISBN 3-9806390-3-7. (Co-author) Anche seconda edizione riveduta 2003 - Die Jahreszeiten der Liebe – 36 Dichterinnen und Dichter 2006, ISBN 3-9806390-4-5. (Co-author) - Zauberwelten: 100 Gedichte, Meinolf Finke, 2014, ISBN 978-3-943910-03-2. - Quintessenz: 100 Gedichte, Thorsten Libotte, 2014, ISBN 978-3-943910-00-1. - Mitbürger: 100 Gedichte, Thorsten Libotte 2014, ISBN 978-3-943910-01-8. - Mitschrift: 100 Gedichte, Thomas Wensing, 2014, ISBN 978-3-943910-06-3. - Anthrophobia: 100 Gedichte, Werner Moskopp 2014, ISBN 978-3-943910-09-4. - Gesterntränen: 100 Gedichte, Tobias Seitz 2014, ISBN 978-3-943910-12-4. - Krsna-Bewusstsein: Aphorismen, Werner Moskopp 2015, ISBN 978-3-943910-10-0. - Sozialisolation: 100 Gedichte, Frank Findeiß, 2015, ISBN 978-3-943910-16-2. - Zwischenspiel: Kurzgeschichten, Thomas Wensing 2015, ISBN 978-3-943910-07-0. - Nebeltag: 100 Gedichte, Uwe Martens 2015, ISBN 978-3-943910-14-8. - Zapping: 250 Gedichte, Thorsten Libotte 2015, ISBN 978-3-943910-02-5. - Sonnenhonig: 100 Gedichte, Ann Catrin Apstein-Müller, 2015, ISBN 978-3-943910-20-9. - Lichtgestöber: 100 Sonette, Meinolf Finke 2015, ISBN 978-3-943910-04-9. - Großstadtsommer: 100 Gedichte, Christian Jahl 2015, ISBN 978-3-943910-13-1. - Sternenstaub: 50 Gedichte, Thomas Bruns 2015, ISBN 978-3-943910-21-6. - Blutonium: 100 Gedichte, Frank Findeiß 2016, ISBN 978-3-943910-22-3. - Sandtropfen: 50 Gedichte, Vera Ludwig 2016, ISBN 978-3-943910-25-4. - Herbstspaziergang: 100 Gedichte, Christian Brune-Sieren 2016, ISBN 978-3-943910-26-1. - Degravitation: 50 Gedichte in Deutsch - 50 Poems in English, Ann Catrin Apstein-Müller 2016, ISBN 978-3-943910-23-0. - Morgenröte: 100 Gedichte, Thomas Bruns 2016, ISBN 978-3-943910-32-2. - Meditation: 50 Gedichte, Christof Schadt 2016, ISBN 978-3-943910-30-8. - Feuertanz: 50 Gedichte, Cindy Vogel 2016, ISBN 978-3-943910-38-4. - Zeitungsstand: 50 Gedichte, Christian Jahl 2016, ISBN 978-3-943910-28-5. - Horizont: 100 Gedichte, Vera Ludwig 2016, ISBN 978-3-943910-31-5. - Der letzte Tanz: Krimi-Kurzgeschichten, Renate Freund 2016, ISBN 978-3-943910-29-2. - Wintersonne: 50 Sonette, Meinolf Finke 2016, ISBN 978-3-943910-34-6. - Albtrauma: 50 Gedichte, Frank Findeiß 2017, ISBN 978-3-943910-43-8. - Weltwelke: 50 Gedichte, Uwe Martens 2017, ISBN 978-3-943910-42-1. - Himmelreich: 50 Sonette, Renate Freund 2017, ISBN 978-3-943910-65-0. - Goldregenzeit: 50 Sonette, Meinolf Finke 2017, ISBN 978-3-943910-59-9. - Sinnpuppe: 50 Gedichte, Renate Freund 2018, ISBN 978-3-943910-58-2. - Marzipanhaut: 50 Gedichte, Evelyne A. Adenauer ISBN 978-3-943910-77-3. - Glassymphonien: 50 Sonette, Renate Freund 2018, ISBN 978-3-943910-61-2. - Kassiber: 50 Gedichte, Frank Findeiß 2018, ISBN 978-3-943910-62-9. - Sonnenähren: 100 Sonette, Renate Freund 2018, ISBN 978-3-943910-64-3. - Zauberbuch: 150 Gedichte, Thomas Bruns 2019, ISBN 978-3-943910-46-9. - Lichthoffnung: 50 Sonette, Renate Freund 2019, ISBN 978-3-943910-49-0. - Herbsttag: 50 Gedichte, Thomas Wensing, 2019, ISBN 978-3-943910-69-8. - Winterruhe: 100 Gedichte, Renate Freund 2019, ISBN 978-3-943910-48-3. - Alphasucht: 50 Gedichte, Frank Findeiß 2019, ISBN 978-3-943910-66-7. - Dorfidylle: 250 Gedichte, Renate Freund 2019, ISBN 978-3-943910-47-6. - Blütenlese: 250 Gedichte, Meinolf Finke, 2019, ISBN 978-3-943910-37-7. |